# Santa Giustina in Colle
Santa Giustina in Colle ist eine norditalienische Gemeinde (comune) mit 7131 Einwohnern (Stand 31. Dezember 2023) in der Provinz Padua in Venetien. Die Gemeinde liegt etwa 18 Kilometer nordnordwestlich von Padua und grenzt unmittelbar an die Provinz Treviso.

## Verkehr
Im Ortsteil Fratte befindet sich der Bahnhof an der Strecke von Padua nach Bassano del Grappa.

## Persönlichkeiten
- Olindo Natale Spagnolo Martellozzo (1925–2008), Weihbischof